# Jakob Green Jensen
Jakob Green Jensen (født 10. juli 1982 i Næstved) er en tidligere dansk håndboldspiller, der tidligere har spillet for Team Sydhavsøerne efter skiftet fra Team Tvis Holstebro i 2015. Han har ligeledes tidligere spillet for AG Håndbold i den danske 1. division. Han har også spillet for ligaklubben GOG Svendborg fra 2001-2008, med hvem han vandt to danmarksmesterskaber og i AG København, hvor han var med til at vinde både det danske mesterskab og pokalturneringen.
I 2021 blev Jakob Green Jensen cheftræner for Team Sydhavsøerne. Kun et år siden trådte han tilbage, og blev i stedet assistenttræner i klubben under Klavs Bruun Jørgensen. I 2024 forlængede han sin kontrakt med klubben indtil 2026.
Green har spillet 13 kampe for det danske håndboldlandshold.